# Simfonia núm. 1 (Rangström)
La Simfonia núm. 1 en do sostingut menor, amb el subtítol August Strindberg in memoriam, és una obra orquestral del compositor suec Ture Rangström, escrita l’any 1914 com a homenatge al cèlebre escriptor August Strindberg, mort dos anys abans. Es va estrenar el 12 de març de 1915 a l'Òpera Reial d'Estocolm amb el compositor debutant com a director. Wilhelm Stenhammar la va dirigir a Göteborg el 14 de novembre de 1917 i novament el 17 de maig de 1918, i la va portar a un festival de música a Copenhaguen el 15 de juny de 1919. El 4 de gener de 1922, la simfonia es va interpretar a Berlín. Té una durada d'uns 36 minuts.

## Estructura
La simfonia consta de quatre moviments:
1. Jäsningstid. Allegro entusiastico
2. Legend. Andante serioso (ee sostingut menor)
3. Trollruna. Sostenuto – Presto turbolento (sol menor)
4. Kamp. Allegro eroico

## Estil
L’obra mostra l’expressivitat intensa i el caràcter dramàtic que caracteritzen gran part de la producció de Rangström. És considerada una de les seves primeres grans aportacions a la simfonia sueca del segle XX. La Simfonia Strindberg és una obra carregada d’intensitat i ombra, amb passatges de fanfara que poden fer pensar en Rimski-Kórsakov. La música desprèn un caràcter dens i reflexiu, especialment palpable al segon moviment, on aquesta atmosfera fosca es fa especialment evident.
Lionel Salter va descriure la Primera Simfonia com a «d'estil similar a Pfitzner, però amb tocs de Franck i Sibelius». De fet, Rangstrom havia estudiat amb Pfitzner a Berlín, encara que breument.
Presenta contrastos marcats, que van des d’un lirisme romàntic tardà fins a passatges d’una transparència delicada, amb un scherzo frenètic pel mig titulat Trollruna.